# Viloria (Navarra)
Viloria (en euskera Biloria) es un concejo del municipio de Lana en la Comunidad Foral de Navarra (España). Es el concejo situado más al este del valle de Lana. Tenía 35 habitantes en 2017.
Lo cruza la carretera NA-7293. Del pueblo parte una pista que conduce a los rasos de la sierra de Lóquiz.

## Topónimo
El nombre es de origen romance y significa ‘villa de Oria’ o ‘villa áurea’, en referencia al oro o a Santa Oria.
En documentos antiguos el nombre aparece como: Biloria (1175, NEN); Uilla Oria (1032, NEN); Uilloria, Villoria, Vylloria (1087, NEN); Uillorienses, Uicini (1087,1102, NEN).

## Población
| 2009 | 2010 | 2011 | 2012 | 2013 | 2014 | 2015 | 2016 | 2017 |
| ---- | ---- | ---- | ---- | ---- | ---- | ---- | ---- | ---- |
| 41   | 44   | 43   | 39   | 37   | 35   | 34   | 33   | 32   |

Fuente: Gobierno de Navarra.

## Arte
La iglesia está dedicada a San Andrés. Tiene tres ermitas: la de Santa Quiteria, la de San Antón y la de Nuestra Señora de la Soledad o de los Dolores.

## Economía
Tiene adjudicado 1/2 de la facería 38, junto con los concejos vecinos de Galbarra y Ulibarri. Tiene dos casas rurales, Pakienea e Ikigai. 
Aún se fabrica carbón de leña con el sistema tradicional, tal y como se documenta en la película Tasio de Montxo Armendáriz.